# (10786) Robertmayer
(10786) Robertmayer est un astéroïde de la ceinture principale.

## Description
(10786) Robertmayer est un astéroïde de la ceinture principale. Il fut découvert le 7 octobre 1991 à Tautenburg par Freimut Börngen et Lutz Dieter Schmadel. Il présente une orbite caractérisée par un demi-grand axe de 2,21 UA, une excentricité de 0,07 et une inclinaison de 3,4° par rapport à l'écliptique.

## Compléments